# Andrew Magnier
Andrew Magnier (* 6. Juli 1988) ist ein ehemaliger britischer Bahn- und Straßenradrennfahrer.
Andrew Magnier wurde 2008 bei den britischen Bahnradmeisterschaften Zweiter im Scratch hinter dem Sieger Chris Newton. Bei der Derny-Meisterschaft belegte er zusammen mit seinem Schrittmacher Chris Pyatt den dritten Platz. Im nächsten Jahr wurde er zusammen mit Steve Clayton, Sam Harrison und Boyd Roberts britischer Meister in der Mannschaftsverfolgung.
Azf der Straße fuhr Magnier von 2011 bis 2014 für verschiedene Continental Teams.

## Erfolge
2009
- Britischer Meister – Mannschaftsverfolgung (mit Steve Clayton, Sam Harrison und Boyd Roberts)

## Teams
- 2011 Motorpoint
- 2012 Node 4-Giordana Racing
- 2013 Node 4-Giordana Racing
- 2014 Giordana Racing Team